# We Are Both
We Are Both es el segundo episodio de la segunda temporada de la serie de televisión estadounidense; Once Upon a Time. Este se transmitió originalmente en los Estados Unidos el 7 de octubre de 2012, mientras que en América Latina el episodio debutó el 1 de noviembre de 2012.
En este episodio, Regina , lucha por encontrar una manera de recuperar sus poderes mágicos para defenderse contra sus enemigos, y recuperar a Henry. Mientras, David busca una manera de encontrar a Emma y Mary Margaret.     

## Argumento

### En el pasado del Bosque Encantado
Regina trata de escapar del palacio del rey Leopold, con el fin de evitar casarse con el hombre que no ama. Pero es detenida nuevamente por la magia de su madre Cora, quien está dispuesta a obligar a su hija a convertirse en la reina, a como dé lugar. Al día siguiente, una desesperada Regina le comunica a su padre las atrocidades que sufre, y por un momento se muestra curiosa, por primera vez, de conocer el origen de los poderes de su madre. El rey Henry le explica que hubo un hombre que le enseñó el arte de la magia oscura, y que es el dueño del libro que tiene bajo su posesión.  
Al caer la noche, Regina se escabulle en el cuarto de su madre, e invoca al dueño del libro: Rumplestiltskin. El hombre mágico le confirma que sabe por qué lo ha invocado y se muestra bastante sorprendido del carácter pasivo y tranquilo de la joven, comparado con la dura y despiadada forma de ser de la mujer que la guio por el camino de la magia. Regina le pide una forma de deshacerse de su madre, a lo que Rumplestiltskin accede, entregándole un regalo que se encargará de "todo lo demás", y que solo hará falta un empujón.
En el día de la boda con el rey Leopold, Regina es preparada por su madre en el cuarto, hasta que el regalo llama la atención de Cora. El objeto resulta ser un espejo de cuerpo completo, Regina trata de empujar a su madre por él, pero la hechicera detiene a su hija pues debe de hacerlo con magia. En medio de su desesperación y descargando su ira contra ella, Regina obtiene brevemente el control de la magia, lo que le permite empujar a Cora por el espejo, enviándola a otro lugar. Más tarde, Rumplestiltskin le pregunta a Regina cómo se sintió al usar magia. La joven reconoce que le encantó , aunque afirma que planea no volver a utilizarla nuevamente, por su propio bien. No obstante, el hombre mágico le pide el favor de convertirse en su maestro en el arte de la magia, y Regina acepta la oferta comprometiéndose a no terminar exactamente igual a su madre.           

### En Storybrooke
En los límites de la ciudad, los siete enanos se reúnen para comprobar qué es lo que pasa cuando un residente de la ciudad se atreve a dar un pie afuera de los límites. Gruñón/Leroy organiza un sorteo para determinar quién deberá sacrificarse.  Estornudo/Tom Lenk sale como el elegido, pero no es sino hasta después de que Gruñón/Leroy lo empuja que atraviesa el límite, Enseguida, el personaje comienza a caer víctima de un extraño hechizo. 
David Nolan/El Príncipe Azul llega al hogar de Regina/La Reina Malvada, con el propósito de interrogarla sobre el sombrero que lo separó de su esposa e hija. Sin embargo, la villana se ve más interesada en estar junto a su hijo adoptivo y procede amenazar a su enemigo con encontrar una manera de recuperar sus poderes mágicos. En el ayuntamiento de la ciudad, David es alcanzado por el resto de sus congéneres, quienes se encuentran muy preocupados y agobiados de estar separados de sus seres queridos y no poder regresar a su hogar. En ese momento aparecen los enanos con su más reciente descubrimiento: si una persona se va de Storybrooke pierde su memoria de nuevo. Esto solo provoca pánico entre todos los presentes, pero David los calma a todos, citándolos a una reunión en el mismo lugar dentro de dos horas, alegando que les dirá su plan para solucionar el problema.    
Regina trata de pasar desapercibida por las calles, hasta que es alcanzada por Archie Hopper/Pepito Grillo, que se muestra interesado por ayudarla y la invita a charlar, pero la reina no se muestra interesada y procede a buscar su verdadero objetivo, la tienda de El Sr. Gold/Rumplestiltskin. En dicho lugar Regina le exige de regreso el libro de hechizos para poder adueñarse de sus poderes de nuevo de una forma más rápida, El Sr. Gold le da el libro de mala gana, advirtiéndole como de costumbre las consecuencias de la magia.     
Al poco tiempo, David visita la tienda, buscando un método mágico para rastrear a una persona. A pesar de que David rehúsa mostrarle el objeto de la persona desaparecida, el hechicero lo ayuda con la condición de que no se meta en sus planes. Sin embargo cuando se entera de lo que sucede cuando alguien abandona la ciudad, el Sr. Gold enfurece y termina rompiendo varias cosas de su tienda. 
En el ayuntamiento de la ciudad, todos los habitantes de StoryBrooke y Henry, se reúnen para escuchar el discurso de David. Pero en vez de encontrarse con David, los habitantes terminan siendo atacados por Regina, quien ha recuperado sus poderes mágicos. Henry decide irse voluntariamente con ella, sabiendo que es la única manera de salvar a todo los demás. Una vez que los dos llegan a su hogar, Henry trata de escapar de su madre, quien se ve obligada a usar magia para retenerlo contra su voluntad. Regina trata de convencerlo de que todo lo que hace es por el y le ofrece la oportunidad de enseñarle magia, pero Henry rehúsa rotundamente. 
En otra parte de Storybrooke, David usa la pócima que le entregó el Sr. Gold para rastrear al dueño del sombrero mágico, topándose de esa manera con Jefferson/el sombrerero loco. David trata de convencer inútilmente a Jefferson de ayudarlo a activar su sombrero, pero el demente aprovecha la primera oportunidad que se le presenta para huir de su captor. En ese momento, David es interrumpido por Ruby/Caperucita Roja, quién ha venido a darle la noticia de que todos los residentes de Storybrooke tienen planeado huir de la ciudad debido a Regina. Sin más elección que dejar ir probablemente su única oportunidad para reunirse con su familia, David y Ruby alcanzan al resto de sus congéneres en los límites de la ciudad. En dicho lugar, David les explica que tienen como obligación aceptar las dos vidas que tienen por causa de la maldición y los alienta a seguir en la ciudad bajo su custodia hasta que encuentren una manera de romper la maldición. Tras el discurso, el orden de cierta forma regresa al pueblo y todos vuelven a re abrir sus negocios y continuar con la vida cotidiana que han llevado por 28 años. David entonces, llega al hogar de Regina dispuesto a llevarse a Henry por la fuerza. Sin embargo Regina decide dejar ir a su hijo adoptivo, con el propósito de ganárselo de manera justa y honesta. Y poco después confirma que el bosque encantado aun existe, pero que desconoce por completo una manera para regresar a dicho lugar.    

### En el Bosque Encantado
Aurora y Mulán llevan a Emma y Mary Margaret/Blancanieves al refugio de los pocos sobrevivientes de la maldición oscura. Al llegar Mary Margaret se libera de sus ataduras y le pide de favor a su hija que escape, pero es noqueada por Mulán, al ver esto Emma rehúsa separarse de su madre y como consecuencia las dos, son llevadas a la prisión del refugio. Lugar donde Emma se topa con una mujer que también reside como prisionera, la mujer resulta ser Cora.

## Producción
"We Are Both" fue escrito por la productora Jane Espenson, y fue dirigido por el vererano de The Shield Dean White.
En una entrevista con Zap2it, se le preguntó a Raphael Sbarge sobre lo que se esperaría de los personajes atrapados en Storybrooke: "Nos enfrentamos a la crisis de la consciencia, ahora que la maldición está rota ¿Que hacemos ahora?" También comentó "Con la certeza de que la maldición se rompió, la persona que ha perpetrado ahora está entre la espada y la pared. Hay algunos errores en Storybrooke y estamos viendo los contras." También declaró: "[Los creadores] de veras están expandiendo el trasfondo de los personajes que conocemos. Hay un pequeño ejército de ellos en camino," admitió Sbarge. "Y en el transcurso de eso, aquellos que estaban en el centro del universo de Storybrooke original están más en el periferio. Es muy parecido a lo que pasó en 'Lost,' cuando las cosas se expanden demasiado. Todos estamos allí, nadie se va a ninguna parte. Pero hay una expansión de nuestra familia."

## Recepción

### Audiencia
El episodio continuó con un número alto (de manera parecida a lo ocurrido en la temporada pasada), siendo visto por 9.84 millones de personas, obteniendo un 3.4/9 en una demografía de 18–49 años. Sin embargo, continuó con algunas dificultades con programas externos como el NFL Football y The Amazing Race.

### Críticas
Amy Ratcliffe de IGN le dio al episodio un 9.5, exclamando que "El episodio de Once Upon a Time de esta semana estuvo lleno de corazón y un necesario desarrollo de personajes".
Oliver Sava de A.V. Club le dio al episodio una B, citando cómo están formándose las historias y su relación entre ellas: "Tras una gran revelación, es medio tedioso el gastar casi todo el episodio de la semana alejado de Emma y Blanca Nieves, solo para mostrarnos en los últimos cinco minutos que se han vuelto prisioneras de Aurora y Mulán. Agraciado, fue el final que terminó por justificar los recuerdos, pero de igual manera corta mucho de lo que la serie construyó en su primera temporada." Sava también agregó "Es una gran actuación la de Josh Dallas, que nos demuestra que puede interpretar un autoritario líder así como a un rompecorazones".